# Euro 4000
Euro 4000 es una familia de locomotoras diésel-eléctricas fabricadas por Stadler Rail Valencia (antes Vossloh). Según la versión alcanzan una velocidad máxima de 160 km/h. Es la locomotora diésel-eléctrica más potente de Europa, fue presentada en 2006.
La versión de mercancías adaptada a la circulación en la península ibérica forma en España la serie 335, utilizada por numerosos operadores privados.

## Aspectos técnicos y versiones

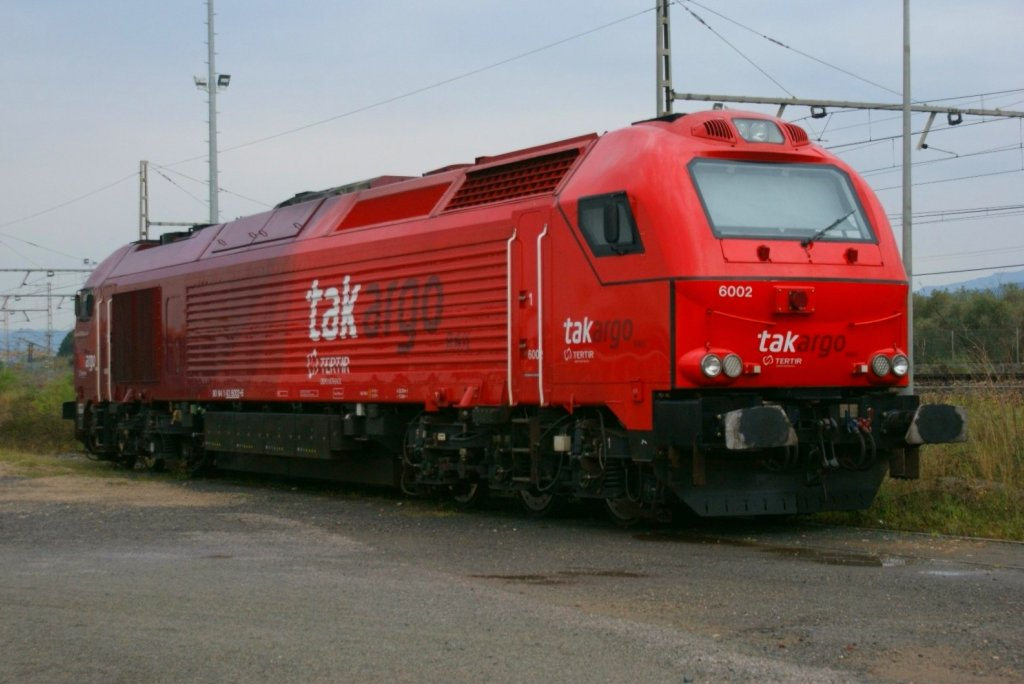
La locomotora 6002 de Takargo en la estación de Constantí.

La serie es fabricada por Stadler Rail Valencia en Albuixech, Valencia. Se trata de un desarrollo de Vossloh en cooperación, para el motor y cadena de tracción, con Electro-Motive Diesel Inc (La Grange, Illinois, Estados Unidos). Un prototipo fue presentado por primera vez en InnoTrans en 2006. Al haber comprado Vossloh Locomotives la factoría de Albuixech a Alstom, esta locomotora incorpora elementos de la Prima DE 32 B de la última compañía.
La locomotora diésel-eléctrica Euro 4000 lleva un motor de 16 cilindros en V y dos tiempos, tipo EMD 16-710 GCT2. El peso por eje es de 20.5 t.
Existen dos versiones de la Euro 4000: Una con vmax de 120 km/h para mercancías y apta para trayectos internacionales (lo que es favorecido por un depósito de 7000 litros, lo que permite trayectos de 2000 km sin repostar) y otra con vmax de 160 km/h para pasajeros.

## Adquisiciones y coste

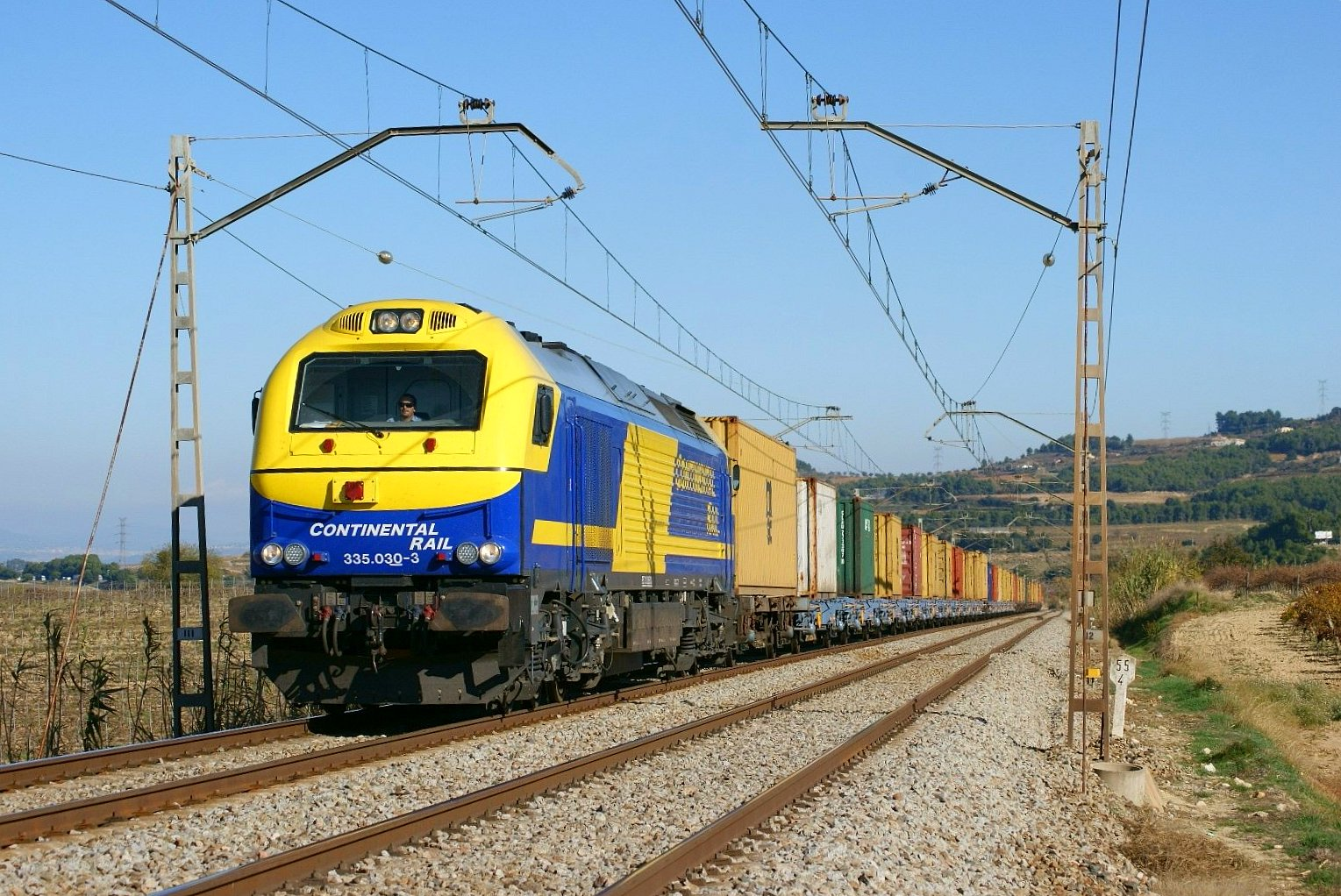
Un Teco de Continental Rail encabezado por la 335.030 a su paso por Lavern.

La mayor parte de las locomotoras Euro 4000 fabricadas pertenecen a la versión para mercancías de la península ibérica, conocida como serie 335. La primera Euro 4000 que salió de la fábrica de Vossloh en Albuixech el 27 de septiembre de 2007 fue la 335.001. Su destino fue Olmedo donde se realizaron las pruebas de homologación. Tras superarlas, entró a formar parte de la flota de su propietario, COMSA Rail Transport, y recibió la decoración del grupo European Bulls-RailFreight Alliance al cual pertenece.

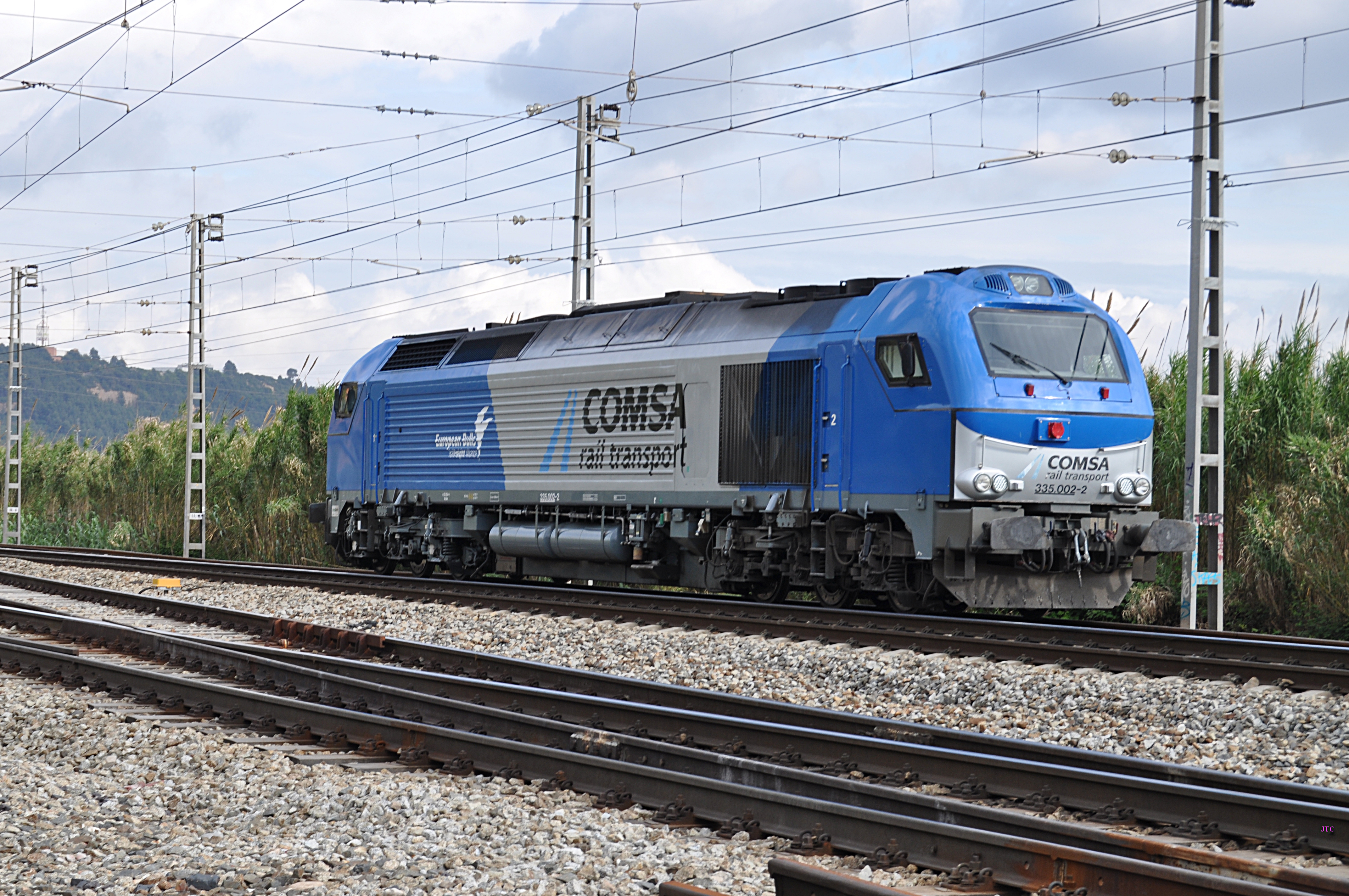
La locomotora diésel-eléctrica 335.002 de Comsa (Euro 4000 de Vossloh) en la topera de la estación de Castellbisbal.

La compañía de leasing europea Angel Trains, que adquirió 18 locomotoras Euro 4000 en su versión de la serie 335 en septiembre de 2006 por 55 millones de euros, que fueron entregadas a partir de 2008. Actualmente, circulan por España y Portugal 3 locomotoras de COMSA Rail Transport, 7 de Takargo, 4 de Continental Rail, 1 de Ferrovial, 5 de Euro Cargo Rail (alquiladas a Angel Trains), 5 de Renfe Operadora (alquiladas a Angel Trains) y 1 de Logitren Ferroviaria (alquilada a Angel Trains).
Fuera de la península ibérica, las Euro 4000 han sido adquiridas por varias compañías de leasing europeas, y por operadores ferroviarios de Suecia e Israel
, en 2015 una filial de la SNCF la Compañía Francesa VFLI cerró el contrato para la compra de 12 locomotoras de este tipo, mientras que el operador francés Europorte hizo la petición de 4 locomotoras más, incrementando a 40 las locomotoras de este tipo para su operación en Francia.

## Véase también

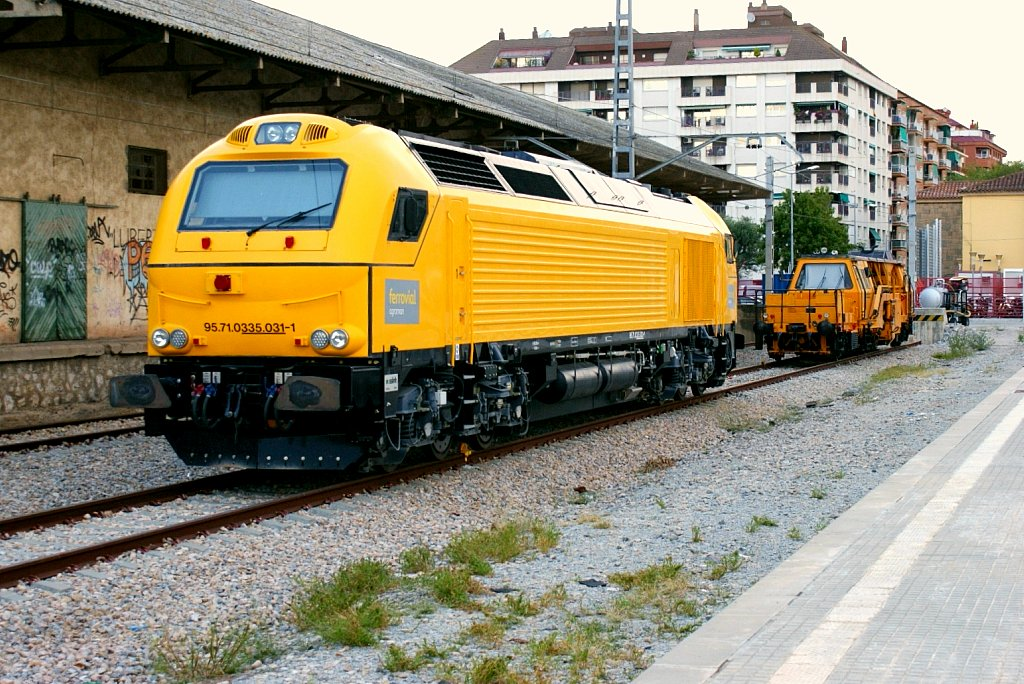
Locomotora Euro 4000 de Ferrovial-Agroman, matriculada como 335.031, en la estación de Granollers Centre.